# سیارک ۷۳۸۱
سیارک ۷۳۸۱ (به انگلیسی: 7381 Mamontov، نامگذاری:1981RG5) هفت هزار و سیصد و هشتاد و یکمین سیارک کشف شده‌است که در ۸ سپتامبر ۱۹۸۱ کشف شد.
قدر مطلق سیارک برابر ۱۲٫۹۰ است.